# Jan Postma
Jan Postma (* 18. Februar 1895 in Scheveningen; † 23. Juli 1944 im Kamp Vught) war ein niederländischer Kommunist. Er war einer der Leiter der Kommunistischen Partei der Niederlande (CPN) während des Zweiten Weltkriegs und Widerstandskämpfer der Roten Kapelle.

## Leben
Postma wuchs in einer Familie auf, die wegen der Landwirtschaftskrise von 1880 von Friesland nach Amsterdam zog. Die Familie war ursprünglich in der Niederländisch-reformierten Kirche, es herrschte aber in seiner Familie ein atheistischer und sozialdemokratischer Geist. Postma erlernte den Beruf des Lithografen. Er besuchte die Abendschule und wurde aktiv in der Gewerkschaft. Anfänglich sympathisierte er mit der Sozialdemokratischen Arbeiterpartei (SDAP), aber die Haltung dieser Partei beim Ausbruch des Ersten Weltkriegs führte dazu, dass er sich der Föderation der Sozial-Anarchisten anschloss. Postma wurde vor allem aktiv in der Sozialanarchistischen Jugendorganisation (SAJO). 1922 heiratete er Nel Wessels, die ebenfalls in dieser Bewegung aktiv war.
Später war Postma Vorsitzender des anti-stalinistischen Bundes der kommunistischen Diskutier- und Propagandaclubs, der sich 1927 der CPN anschloss. Er wurde Mitglied in der Leitung der CPN, in der er sich einsetzte gegen einen ultra-radikalen Kurs. In einer neu gebildeten Parteileitung von 1930 wurde Postma nicht aufgenommen, nachdem er Kritik geübt hatte an der Parteileitung. Die Weltwirtschaftskrise und die Massenarbeitslosigkeit zu Beginn der 1930er Jahre sorgte dafür, dass die kritische Haltung von Postma besser akzeptiert wurde und er 1932 zurückkam in die Parteileitung. Er verbrachte danach ein Jahr in Moskau als niederländischer Delegierter bei der Komintern. Zurückgekehrt in die Niederlande übernahm er die Leitung der niederländischen Sektion der Internationalen Roten Hilfe. Diese versuchte unter anderem, Asyl zu organisieren für vor Hitler geflüchtete deutsche Kommunisten.
Zu Beginn des Zweiten Weltkriegs zog sich Postma aus der Parteileitung der CPN zurück, um für die Untergrundbewegung in seinem Beruf als Chemigraf zu arbeiten. In dieser Position konnte er Personaldokumente fälschen. Auch wurde er wieder aktiv für den Untergrundapparat der Komintern und den sowjetischen Nachrichtendienst. Nach der Verhaftung von Anton Winterink kehrte Postma im Oktober 1942 zurück in die Leitung der Untergrundorganisation der CPN und ersetzte deren Amsterdamer Leiter Jan Janzen nach dessen Verhaftung. Später, nachdem diese Position von Paul de Groot aufgegeben worden war, übernahm Postma den Vorsitz der CPN. Er suchte mehr Zusammenarbeit mit sozialdemokratischen Widerstandsgruppen und plädierte für einen parlamentarisch-demokratischen Weg zum Sozialismus in den Niederlanden nach der Befreiung. Postma spielte eine bedeutende Rolle im niederländischen Widerstand gegen den Nationalsozialismus durch die Bildung des Widerstandsrats im Königreich der Niederlande.
Am 11. November 1943 wurde Postma zusammen mit anderen CPN-Funktionären durch den Sicherheitsdienst (SD) verhaftet. Er wurde unter anderem im Gefängnis von Amsterdam und im KZ Herzogenbusch gefangengehalten. Am 20. April 1944 wurde Postma zum Tod verurteilt und am 23. oder 31. Juli 1944 erschossen.
Zum Gedächtnis an Postma wurde am 22. Februar 1975 in Amsterdam der Jan Postmahof mit einer Gedenktafel eingeweiht.